# 8189 Naruke
8189 Naruke este un asteroid din centura principală, descoperit pe 30 decembrie 1992, de Tsutomu Hioki și Shuji Hayakawa.